# 巴西刀脂鯉
巴西刀脂鯉（学名：Psectrogaster saguiru），為輻鰭魚綱脂鯉目脂鯉亞目無齒脂鯉科的其中一個種，分布於南美洲巴西東北部淡水流域，體長可達16.4公分，棲息在底中層水域，以生活習性不明。